# 道の駅うわじま きさいや広場
道の駅うわじま きさいや広場（みちのえき うわじま きさいやひろば）は、愛媛県宇和島市にある国道320号の道の駅である。みなとオアシスうわじま きさいや広場としてみなとオアシスにも登録されている。別名道の駅 みなとオアシス うわじま きさいや広場。

## 主な施設
- 駐車場
  - 普通車：221台
  - 大型車：5台
  - 身障者用：2台
- トイレ（いずれも24時間利用可能）
  - 男： 器
  - 女： 器
  - 身障者用： 器
- 公衆電話 案内所前1台
- レストラン ※営業時間は、9:00 - 18:00（17時30分ラストオーダー）

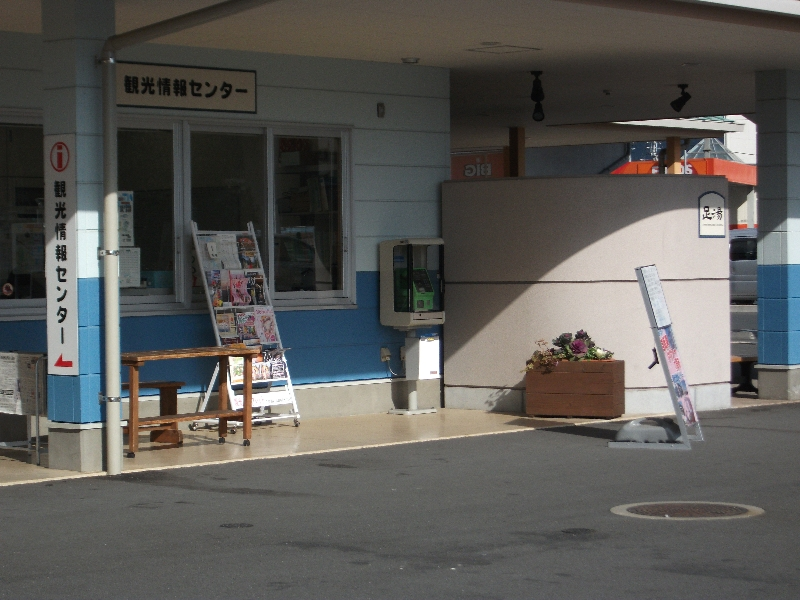
宇和島きさいや広場前

- 地域特産品販売所
- 牛鬼館
- 真珠館

## 休館日
年中無休

## アクセス
- 国道320号支線 - 登録路線
  - 愛媛県道268号宇和島港線
  - 愛媛県道269号無月宇和島線
  - 松山自動車道宇和島朝日IC・宇和島坂下津IC

## 周辺
- 宇和島城
- 伊達博物館
- 宇和島新内港駅（戸島、日振島など離島方面航路のりば）